# Xiao Xin
König Xiǎo Xīn (chinesisch 小辛) (* ? v. Chr.; † 1353 v. Chr.) herrschte als der 19. oder 20. König der Shang-Dynastie über China. Er war der jüngere Bruder des vorherigen Königs Pan Geng. 

## Leben
In den Aufzeichnungen des Großen Historikers wurde er von Sima Qian als zwanzigster Shang-König aufgeführt, als Nachfolger seines älteren Bruders Pan Geng. Er wurde im Jahr Jiawu (甲午) inthronisiert. Während seiner Ära war die Hauptstadt Yin. Er regierte für 3 Jahre, erhielt posthum den Namen Xiao Xin und wurde von seinem jüngeren Bruder Xiao Yi abgelöst.
Orakelknochen, die in Yinxu ausgegraben wurden, halten alternativ fest, dass er der neunzehnte Shang-König war.
Unter seiner Herrschaft zerfiel noch einmal die Shang-Dynastie, und das Volk soll sich nach der Regierung Pan Gengs zurückgesehnt haben. 